# Microcalcificació
Les microcalcificacions són petits dipòsits de sals de calci que són massa petits per ser notats, però que es poden detectar mitjançant imatges.
Poden estar disperses per tota la glàndula mamària o poden estar agrupades. Les microcalcificacions poden ser un signe precoç de càncer de mama. A partir de la morfologia, és possible classificar per radiografia la probabilitat que les microcalcificacions indiquin càncer.
Les microcalcificacions estan formades per oxalat de calci i fosfat de calci. Es desconeix el mecanisme de la seva formació.
La microcalcificació va ser descrita per primera vegada l'any 1913 pel cirurgià Albert Salomon.